# Lac Long (Mayo)
Pour les articles homonymes, voir Lac Long.
Le lac Long est un lac d'eau douce situé dans la municipalité de Mayo, administré par la municipalité régionale de comté de Papineau, dans la région administrative de l'Outaouais, au Québec, au Canada.

## Géographie
Ce lac, d’une superficie d’environ 32,9 ha, est alimenté en eau par plusieurs ruisseaux innommés et déverse ses eaux dans un seul ruisseau innommé, qui se jette dans le lac la Blanche, au nord.

## Toponymie
Le toponyme « Lac Long » a été officialisé le 5 décembre 1968 par la Commission de toponymie du Québec.